# Andronic Paléologue (grand domestique)
Andronic Comnène Paléologue (en grec : Ἀνδρόνικος Κομνηνός Παλαιολόγος, vers 1190 - 1248/1252) est un grand domestique (megas domestikos, général en chef) de l'Empire de Nicée et le père de l'empereur Michel VIII Paléologue, le fondateur de la dynastie Paléologue.

## Biographie
Andronic est le fils du mégaduc Alexis Paléologue et d'Irène Comnène, ainsi que l'arrière-arrière-petit-fils de Georges Paléologue, le fondateur de la famille Paléologue. Il est probablement né vers 1190 et a un frère, Michel, apparemment plus âgé,. 
Rien n'est connu des premières années de la vie d'Andronic Paléologue. Il est nommé grand domestique de l'Empire de Nicée mais les sources ne s'accordent ni sur la date de sa nomination, ni sur l'identité de celui qui l'a nommé. Nicéphore Grégoras rapporte que c'est Théodore Ier Lascaris qui le nomme mais Georges Akropolitès affirme que c'est le fait de son successeur, Jean III Doukas Vatatzès, peu après son arrivée sur le trône. Les historiens modernes estiment pour la plupart que cette dernière version est la plus probable,. En 1224, Andronic est envoyé dans la région de la rivière Scamandre, qui vient d'être reconquise au détriment de l'Empire latin de Constantinople. Il a pour mission de réorganiser l'administration de ce territoire, en occupant le poste d’exisotes. Cela intervient sûrement avant sa nomination en tant que grand domestique,. En 1233, il est envoyé à la tête d'une expédition contre Léon Gabalas, le dirigeant autonome de Rhodes, qu'il force à reconnaître la suzeraineté de Nicée,. 
En 1241, Andronic suit Jean III Vatatzès lors de sa campagne en Macédoine, notamment le siège de Thessalonique. Toutefois, les Nicéens doivent rapidement abandonner leur offensive en raison de l'invasion par les Mongols de l'Asie Mineure. Vatatzès doit se contenter de la reconnaissance nominale de sa suzeraineté sur la cité, par le gouverneur Jean Comnène Doukas, qui a antérieurement revendiqué le titre impérial,. En décembre 1246, après la reprise définitive de Thessalonique, Andronic en devient le gouverneur, ainsi que le gouverneur général (il y est fait référence en tant que praetor) des conquêtes de l'Empire de Nicée en Macédoine, alors que Jean Vatatzès revient en Asie Mineure,. Alors qu'il occupe cette fonction, son fils aîné, le futur Michel VIII, sert sous son autorité dans les villes de Serrès et Melenikon. 
La date de la mort d'Andronic est inconnue. Elle est généralement située en 1247 car Akropolitès affirme qu'elle advient peu après sa nomination à Thessalonique. Toutefois, les recherches récentes estiment qu'il est mort entre 1248 et 1252. C'est son beau-fils Nicéphore Tarchaniotès qui lui succède comme grand domestique, tandis que Théodore Philès devient gouverneur général de Thessalonique.

## Famille
Vers 1213, il se marie à Théodora, qui est issue d'une famille prestigieuse puisqu'elle est la fille du despote Alexis Paléologue et d'Irène Comnène Ange, la fille aînée d'Alexis III Ange. Jusqu'à sa mort en 1203, le despote Alexis Paléologue est aussi l'héritier d'Alexis III, alors sans descendance,. Le couple a au moins quatre enfants : Marie (née vers 1214-1215), Irène (vers 1218) ;  Michel (1224-1225) et Jean (après 1225). Après la mort de Théodora, Andronic se remarie mais le nom de sa deuxième épouse est inconnu. Avec elle, il a un autre fils, Constantin (vers 1230). Avec l'une de ses deux femmes, il a aussi une troisième fille dont le nom est inconnu,.